# Девятисил (группа)
«Девятисил» (Деветсил, чеш. Devětsil) — чешская авангардная группа, появившаяся в Праге в 1920 году. Группа сформулировала принципы поэтизма, чешского сюрреалистического движения. Активно участвовала в культурной жизни Чехословакии и оказала влияние на представителей всех жанров чехословацкого искусства. В политике занимала леворадикальные коммунистические позиции.

## История
Группа возникла как часть общего направления модернизма в качестве реакции на Первую мировую войну. Первое время после образования группы её участники тяготели к примитивизму, что придавало ей сходство с дадаизмом. В ранние годы существования группы участники «Девятисил» в поисках собственного пути экспериментировали со многими направлениями, в полной мере не выражая своей солидарности с ними. Особый интерес вызывали у них русский футуризм, группы Пролеткульт, ЛЕФ. Наконец, основатель и лидер группы Карел Тейге в 1924 году выпустили манифест поэтистов, независимо и на несколько месяцев раньше сформулировав идеи, изложенные в Манифесте сюрреализма Андре Бретона.
В отличие от западноевропейских, пражские авангардисты стояли на позициях позитивизм и конструктивизма. Они декларировали стремление к изменениям как пути прогресса, разделяли марксистские принципы и признавали массовое, то есть пролетарское, искусство. Поэтизм рассматривался группой как инструмент модернизма, сам Тейге называл его «современным эпикуреизмом». Участники группы ставили форму произведение выше содержания и активно экспериментировали с художественно-поэтическими синтезами, с большим энтузиазмом (опять же, в отличие от западноевропейских авангардистов) принимая кинематограф. Несмотря на приверженность новой эстетике, «Девятисил» был скорее политической группой.
Сформировавшееся отношение к новому искусству как «поэзии пяти чувств» выразилось во втором Манифесте поэтистов, опубликованном в 1928 году. Синтетические жанры: театр, кинематограф — стали площадкой для экспериментов. «Девятисил» сформулировал концепцию «чистого кино» — лишённого привычного нарратива и представляющего собой исключительно эстетическую форму, поэзию подвижных изображений. Эта концепция оказала прямое влияние на американский андеграундный кинематограф через Александра Хаммида, близкого к «Девятисилу» режиссёра, эмигрировавшего в США. В Чехословакии фильмы, созданные под влиянием поэтизма, появляются в 1930-е годы, в частности, «На солнечной стороне» Владислава Ванчуры.
«Девятисил» прекратил существование в 1934 году. По мнению Ленки Быджовски, поэтизм в изменившейся политической обстановке изжил себя. Другим фактором стало осознание и выведение на передний план внутренних психических процессов человека. Участники покидали группу, чтобы примкнуть к только что сформированной «Чешской сюрреалистической группе». Третьим фактором отказа от поэтизма в пользу сюрреализма стали личные связи Витезслава Незвала, основателя обоих направлений в Чехии, с Андре Бретоном. В конце концов, сдался и Тейге, до последнего момента считавший некоторые принципы поэтизма и сюрреализма (например, творческий метод «потока сознания») несовместимыми.

## Известные члены
Основатели
- Владислав Ванчура
- Ярослав Сейферт
- Карел Тейге
- Адольф Хоффмейстер

Литераторы
- Константин Библ
- Иржи Волькер
- Витезслав Незвал
- Юлиус Фучик
- Франтишек Халас

Художники
- Франтишек Музика
- Тойен
- Йиндржих Штырский
- Карл Ванек[чеш.]

Композиторы
- Ярослав Ежек

Режиссёры
- Эмиль Буриан
- Йиндржих Гонзль
- Йиржи Фрейка

Актёры
- Ян Верих
- Иржи Восковец
- Чарли Чаплин (почётный член)

Архитекторы
- Йосеф Хохол

Литературные критики
- Бедржих Вацлавек

## Комментарии
1. ↑  Devětsil — чешское название белокопытника, однако тождественно одному из русских названий девясила высокого. Встречается также фонетический перевод «Деветсил».